# جوستاف دانيلسون

جوستاف دانيلسون (بالألمانية: Gustav Danielsson) (و. 1975  م) هو مخرج أفلام، ومصور سينمائي، ومخرج، وكاتب سيناريو سويدي، ولد في أورنشولدسفيك.

## وصلات خارجية
- جوستاف دانيلسون على موقع IMDb (الإنجليزية)
- جوستاف دانيلسون على موقع قاعدة بيانات الأفلام العربية
- جوستاف دانيلسون على موقع ألو سيني (الفرنسية)
- جوستاف دانيلسون على موقع أول موفي (الإنجليزية)
- جوستاف دانيلسون على موقع قاعدة بيانات الأفلام السويدية (السويدية)
- جوستاف دانيلسون على موقع قاعدة بيانات الفيلم (الإنجليزية)
- جوستاف دانيلسون على موقع كينوبويسك (الروسية)